# طبقات فحول الشعراء
طبقات فحول الشعراء هو كتاب من تأليف محمد بن سلام الجمحي (140 هـ - 231 هـ) ويُعَد من أهم مؤلفاته، وقد ذكر فيه ابن سلام شعراء العرب في الجاهلية والإسلام ورتبهم على عشرة طبقات، منها عشرة طبقات لشعراء الجاهلية وعشرة طبقات لشعراء الإسلام، كما ذكر شعراء مكة والطائف والبحرين وشعراء اليهود أيضاً قال ابن سلام الجمحي في مقدمة كتابه: «ذكرنَا الْعَرَب وَأَشْعَارهَا والمشهورين المعروفين من شعرائها وفرسانها وأشرافها وأيامها إِذْ كَانَ لَا يحاط بِشعر قَبيلَة وَاحِدَة من قبائل الْعَرَب وَكَذَلِكَ فرسانها وساداتها وأيامها فاقتصرنا من ذَلِك على مَا لَا يجهله عَالم وَلَا يسْتَغْنى عَن علمه نَاظر في أَمر الْعَرَب فبدأنا بالشعر».

## الشعراء المذكورين في الكتاب

### شعراء الجاهلية
ورتبهم ابن سلام الجمحي على عشرة طبقات وذكر أربعة شعراء في كل طبقة وهم:
- الطبقة الأولى وتضم: النابغة الذبياني وزهير بن أبي سلمى وأمرؤ القيس بن حجر والأعشى ميمون بن جندل.
- الطبقة الثانية وتضم: أوس بن حجر وبشر بن أبي خازم وكعب بن زهير بن أبي سلمى والحطيئة.
- الطبقة الثالثة وتضم: النابغة الجعدي وأبو ذؤيب الهذلي والشماخ بن ضرار ولبيد بن ربيعة.
- الطبقة الرابعة وتضم: طرفة بن العبد وعبيد بن الأبرص وعلقمة الفحل وعدي بن زيد.
- الطبقة الخامسة وتضم: الأسود بن يعفر النهشلي والمخبل القريعي وخداش بن زهير وتميم بن أبي مقبل.
- الطبقة السادسة وتضم: عمرو بن كلثوم والحارث بن حلزة اليشكري وعنترة بن شداد وسويد بن أبي كاهل.
- الطبقة السابعة وتضم: سلامة بن جندل والحصين بن حمام والمتلمس الضبعي والمسيب بن علس.
- الطبقة الثامنة وتضم: النمر بن تولب، وعمرو بن قميئة وأوس بن غلفاء الهجيمي وعوف بن عطية التيمي.
- الطبقة التاسعة وتضم: ضابئ بن الحارث وسويد بن كراع العكلي وقطبة بن محصن الذبياني وسحيم عبد بني الحسحاس.
- الطبقة العاشرة وتضم: أمية بن حرثان الكناني وحريث بن محفض المازني والكميت بن معروف الأسدي وعمرو بن شأس الأسدي.

### شعراء الإسلام
ورتبهم ابن سلام أيضاً على عشرة طبقات وذكر في كل طبقةٍ أربعة شعراء وهم:
- الطبقة الأولى وتضم: جرير بن عطية التميمي والفرزدق بن غالب التميمي والأخطل والراعي النميري.
- الطبقة الثانية وتضم: البعيث المجاشعي وذو الرمة وكثير عزة والقطامي التغلبي.
- الطبقة الثالثة وتضم: سحيم بن وثيل الرياحي وأوس بن مغراء القريعي وعمرو بن الأحمر الباهلي وكعب بن جعيل التغلبي.
- الطبقة الرابعة وتضم: نهشل بن حري التميمي والأشهب بن رميلة التميمي وعمرو بن لجأ التيمي وحميد بن ثور الهلالي.
- الطبقة الخامسة وتضم: العجير بن عبد الله السلولي وعبد الله بن همام السلولي ونفيع بن لقيط الأسدي وأبو زبيد الطائي.
- الطبقة السادسة وتضم: عبد الله بن قيس الرقيات والأحوص الأنصاري وجميل بن معمر العذري ونصيب بن رباح مولى عبد العزيز بن مروان بن الحكم الأموي.
- الطبقة السابعة وتضم: المتوكل الليثي ويزيد بن ربيعة الحميري وزياد الأعجم وعدي بن الرقاع العاملي.
- الطبقة الثامنة وتضم: عقيل بن علفة المري وبشامة بن الغدير المري وشبيب بن البرصاء وقراد بن حنش المري.
- الطبقة التاسعة وتضم: العجاج بن رؤبة التميمي وابنه رؤبة بن العجاج والأغلب العجلي وأبو النجم العجلي.
- الطبقة العاشرة وتضم: يزيد بن الطثارية القشيري ومزاحم بن الحارث العقيلي والقُحَيف بن سليم العقيلي وأبو دُؤادٍ الرُؤاسي.[2]

### شعراء مكة
وذكر ابن سلام تسعةً من شعراء مكة وهم:
- أبو طالب بن عبد المطلب
- الزبير بن عبد المطلب
- عبد الله بن الزبعرى
- ضرار بن الخطاب
- عبد الله بن حذافة السهمي
- أبو سفيان بن الحارث
- أبو عزة الجمحي
- مسافر بن أبي عمرو الأموي
- هبيرة بن أبي وهب المخزومي

### شعراء الطائف
وذكر ابن سلام خمسةً من شعراء الطائف وهم:
- أمية بن أبي الصلت
- أبو محجن الثقفي
- غيلان بن سلمة
- كنانة بن عبد ياليل
- أبو الصلت بن ربيعة

### شعراء البحرين
وذكر ابن سلام ثلاثةً من شعراء البحرين وهم:
- المثقب العبدي
- الممزق العبدي
- والمفضل بن معشر

### شعراء اليهود
وذكر ابن سلام عدداً من شعراء اليهود الذين كانوا في المدينة المنورة وما جاورها من خيبر وفدك وتيماء وهم:
- السمؤال بن عدي
- الربيع بن أبي حقيق
- كعب بن الأشرف الطائي
- شريح بن عمران
- سعية بن العريض
- أبو قيس بن رفاعة
- أبو الذيال اليهودي
- درهم بن زيد